# Моше Дор
Моше Дор (івр. משה דור, нар. 9 грудня 1932, Тель-Авів — 5 червня 2016, там же) — ізраїльський поет та перекладач. Лавреат премії імені Хаїма Бялика (1987).
Один із засновників групи поетів «Лікрат», у 1952—53 роках — редактор журналу «Лікрат». З 1958 року — співробітник газети «Ма'арів», у 1975—77 роках — культурний аташе посольства Ізраїлю у Великій Британії.
Основні збірки віршів: «Білі кипариси» (1954), «Золото й попіл» (1963), «Ікар миру» (1966), «Барон Порчелі в Єрусалимі» (1968), «Карти часу» (1975), «Паперові змії в Гемпстед Гіт» (1980). Автор низки дитячих книг, зокрема, «Хто хоче бути чарівником» (1975), збірок статей на літературні теми, перекладав на іврит вірші англійських поетів.

## Джерело
- «Всесвіт» № 12 за 1995 рік (Спеціальний ізраїльський випуск), стор. 39